# ダグラス・ラミス
ダグラス・ラミス（Charles Douglas Lummis、1936年 - ）は、アメリカ合衆国の政治学者、評論家。専門は政治学。日本在住。
サンフランシスコに生まれ、カリフォルニア大学バークレー校卒業。1960年に海兵隊員として沖縄県に駐留。1961年に除隊後、関西に住み、ベ平連の一員として日本での活動を始める。1980年津田塾大学教授。2000年退職。以後は沖縄に移り住み、非常勤講師を勤める傍ら、執筆や講演活動を行っている。
日本人論批判で知られ、のち平和運動家、また文筆活動をする。

## 著書

### 単著
- 『イデオロギーとしての英会話』（晶文社, 1976年）
- 『内なる外国――『菊と刀』再考』（時事通信社, 1981年／ちくま学芸文庫 1997年）
- 『影の学問、窓の学問』（晶文社, 1982年）
- A New Look at the Chrysanthemum and the Sword（松柏社, 1983年）
- 『タコ社会の中から――英語で考え、日本語で考える』（晶文社, 1985年）
- 『ラディカルな日本国憲法』（晶文社, 1987年）
- 『最後のタヌキ――英語で考え、日本語で考える。』（晶文社, 1988年）
- 『フダン着の国際人たち――日本人の国際性を問う 「ダグラス・ラミス」インタビュー集』（バベル・プレス 1988年）
- 『フクロウを待つ――英語で考え、日本語で考える』（晶文社, 1992年）
- 『高校生のための英語読本――鏡としての外国語』（筑摩書房, 1994年）
- 『英語で考え、日本語で考える――ウォー・カムズ・ホーム』（晶文社, 1995年）
- Radical Democracy, (コーネル大学出版会 1996).

加地永都子訳『ラディカル・デモクラシー――可能性の政治学』（岩波書店, 1998年／岩波モダンクラシックス, 2007年）
- 『ダグラス・ラミスの英語読本』（筑摩書房, 2000年）
- 『憲法と戦争』（晶文社, 2000年）
- 『経済成長がなければ私たちは豊かになれないのだろうか』（平凡社, 2000年／平凡社ライブラリー, 2004年）
- 『C・ダグラス・ラミスの学問論』（《リキエスタ》の会, 2001年）
- 『考え、売ります。』（平凡社, 2001年）
- 『なぜアメリカはこんなに戦争をするのか』（晶文社, 2003年）
- 『日本は、本当に平和憲法を捨てるのですか?』（平凡社, 2003年）
- 『憲法は、政府に対する命令である。』（平凡社, 2006年）平凡社ライブラリー、2013
- 『普通の国になりましょう』（大月書店, 2007年）
- 『要石：沖縄と憲法9条』（晶文社, 2010年）
- 『戦争するってどんなこと?』平凡社 中学生の質問箱 2014

### 共著
- （池田雅之）『日本人論の深層――比較文化の落し穴と可能性』（はる書房, 1985年）
- （斎藤茂男）『ナゼ日本人ハ死ヌホド働クノデスカ?――対談』（岩波書店［岩波ブックレット］, 1991年）
- （常岡(乗本)せつ子）『日本国憲法をよむ――英文対訳』（柏書房, 1993年）
- （ 鶴見俊輔）『グラウンド・ゼロからの出発――日本人にとってアメリカってな〜に』（光文社, 2002年）
- （喜納昌吉）『反戦平和の手帖』（集英社［集英社新書］, 2006年）
- （辻信一）『エコとピースの交差点――ラミス先生のわくわく平和学』（大月書店, 2008年）
- （姜尚中・萱野稔人）『国家とアイデンティティを問う』（岩波書店［岩波ブックレット］, 2009年）

### 共編著
- （石原昌家・仲地博）『オキナワを平和学する!』（法律文化社, 2005年）

### 監修
- 『世界がもし100人の村だったら』（マガジンハウス, 2001年）
- 『やさしいことばで日本国憲法――新訳条文+英文憲法+憲法全文』（マガジンハウス, 2002年）
- 『不思議の国のブッシュ――合衆国大統領迷語録』（光文社, 2003年）